# Zvonko Madunić
Zvonko Madunić (Split, 4. ožujka 1959.) je hrvatski pisac i profesor povijesti umjetnosti.
Rođen u Splitu, djetinjstvo je proveo u Cisti Provo. Osnovnu školu završava u Lovreću, gimnaziju u Imotskom i filozofski fakultet u Zagrebu.

Od 1989. živi u Šibeniku te predaje u osnovnoj školi Vidici.

## Djela
- Olujna razmišljanja
- Glu
- Pucanj u veličinu
- Na crti života
- Elektronička pošta
- Feniks